# Campeonato Acreano 1989
In 1989 werd het 60ste Campeonato Acreano gespeeld voor clubs uit de Braziliaanse staat Acre. De competitie werd georganiseerd door de Federação de Futebol do Estado do Acre en werd gespeeld van 28 mei tot 5 september, tevens was dit het eerste profkampioenschap van de staat. Juventus werd kampioen. 

## Eerste toernooi
| Plaats | Club          | Wed. | W | G | V | Saldo | Ptn. |
| ------ | ------------- | ---- | - | - | - | ----- | ---- |
| 1.     | Juventus      | 5    | 3 | 2 | 0 | 8:1   | 8    |
| 2.     | Independência | 5    | 3 | 1 | 1 | 8:4   | 7    |
| 3.     | Rio Branco    | 5    | 2 | 2 | 1 | 10:4  | 6    |
| 4.     | Vasco da Gama | 5    | 1 | 2 | 2 | 5:9   | 4    |
| 5.     | Atlético      | 5    | 0 | 4 | 1 | 4:7   | 4    |
| 6.     | Andirá        | 5    | 0 | 1 | 4 | 3:13  | 1    |

|  | Geplaatst voor finaleronde |

## Tweede toernooi
| Plaats | Club          | Wed. | W | G | V | Saldo | Ptn. |
| ------ | ------------- | ---- | - | - | - | ----- | ---- |
| 1.     | Rio Branco    | 5    | 4 | 1 | 0 | 9:0   | 9    |
| 2.     | Atlético      | 5    | 3 | 2 | 0 | 11:4  | 8    |
| 3.     | Juventus      | 5    | 3 | 0 | 2 | 9:5   | 6    |
| 4.     | Independência | 5    | 2 | 0 | 3 | 11:5  | 4    |
| 5.     | Vasco da Gama | 5    | 1 | 1 | 3 | 3:9   | 3    |
| 6.     | Andirá        | 5    | 0 | 0 | 5 | 1:21  | 0    |

|  | Geplaatst voor finaleronde                        |
|  | Geplaatst voor finaleronde als beste niet-winnaar |

## Finaleronde
| Plaats | Club       | Wed. | W | G | V | Saldo | Ptn. |
| ------ | ---------- | ---- | - | - | - | ----- | ---- |
| 1.     | Juventus   | 2    | 1 | 1 | 0 | 4:1   | 3    |
| 2.     | Rio Branco | 2    | 0 | 2 | 0 | 1:1   | 2    |
| 3.     | Atlético   | 2    | 0 | 1 | 1 | 2:5   | 1    |

|  | Kampioen |

### Kampioen
| Campeonato Acreano de 1989    |
| Acre                          |
| ----------------------------- |
| JUVENTUS Kampioen (10° titel) |